# Saulces-Monclin
Saulces-Monclin ist eine französische Gemeinde mit 841 Einwohnern (Stand: 1. Januar 2022) im Département Ardennes in der Region Grand Est (vor 2016 Champagne-Ardenne); sie gehört zum Arrondissement Rethel und zum Kanton Signy-l’Abbaye.

## Geographie
Saulces-Monclin liegt etwa 48 Kilometer nordöstlich von Reims am Fluss Saulces. Umgeben wird Saulces-Monclin von den Nachbargemeinden Faissault im Norden, Puiseux im Nordosten, Vaux-Montreuil im Osten, Chesnois-Auboncourt im Osten und Südosten, Sorcy-Bauthémont im Südosten und Süden, Faux im Süden, Auboncourt-Vauzelles im Süden und Südwesten sowie Corny-Machéroménil im Westen.
Durch die Gemeinde führt die Autoroute A34.

## Bevölkerungsentwicklung
| Jahr                       | 1962 | 1968 | 1975 | 1982 | 1990 | 1999 | 2006 | 2011 | 2019 |
| Einwohner                  | 596  | 526  | 518  | 474  | 513  | 528  | 617  | 689  | 831  |
| Quellen: Cassini und INSEE |      |      |      |      |      |      |      |      |      |

## Sehenswürdigkeiten

Kirche Saint-Nicolas

- Kirche Saint-Nicolas
- Kapelle Sainte-Marie
- Soldatengräber

## Persönlichkeiten
- Henri Jonval (1912–1945), Résistancekämpfer im Jura, gestorben im Lager Sandbostel, Deutschland[1]
- Gustave Pasquier (1877–1965), Radrennfahrer